# Carl Fredrik af Wingård
Carl Fredrik af Wingard (Stoccolma, 26 settembre 1781 – Uppsala, 19 settembre 1851) è stato un arcivescovo luterano e politico svedese, arcivescovo di Uppsala dal 1839 fino alla sua morte.

## Biografia
Nel 1799 fu nobilitato (af fu aggiunto al suo nome) in quanto figlio di un vescovo.
Studiò presso l'Università di Uppsala e divenne professore presso lo stesso ateneo nel 1810. Nel 1818 fu ordinato prete e l'8 luglio 1818 divenne vescovo di Göteborg.
Tutte le fonti lo descrivono come un docente gentile e premuroso, soprattutto verso i suoi studenti.
Cercò di combattere l'alcolismo tra i preti e fu tra i promotori della Nykterhetssällskapet (la "società sobria") di Göteborg, nata nel 1830.